# Serie A2 2014-2015 (pallacanestro femminile)
Il campionato di Serie A2 di pallacanestro femminile 2014-2015 è stato il trentacinquesimo organizzato in Italia.

## Regolamento
Rispetto alla stagione precedente il numero delle società è passato da 28 a 26. Non vi sono squadre provenienti dalla Serie A1 in quanto sia il CUS Chieti, che abbandonò il torneo a poche giornate dal termine della Regular Season, sia il Trogylos Priolo, che ha rinunciato ad iscriversi al campionato di Serie A1, non hanno presentato domanda di ammissione al torneo di Serie A2.
Secondo le Disposizioni Organizzative Annuali emanate dalla FIP il campionato di Serie A2 è strutturato come segue.
Le 26 squadre partecipanti sono suddivise in due gironi da 9 squadre ed un girone da 8 su base geografica. Viene disputata una Prima Fase con incontri di andata e ritorno.
Al termine della Prima Fase, ha inizio la Poule Promozione composta da 2 gironi da 6 squadre ciascuno ai quali accedono le prime 4 classificate di ciascun girone della Prima Fase. In questi gironi vengono disputati incontri di andata e ritorno con classifica che riparte da 0 punti per ogni squadra (a differenza della precedente stagione nella quale le squadre si portavano in dote i punti conseguiti negli scontri diretti della Prima Fase).
Al termine della Poule Promozione, le prime 2 classificate di ciascun girone disputano i Play Off che decretano le due promozioni in Serie A1. Il turno di Play Off è al meglio delle 3 gare.
Le squadre classificate dal 5º all'8º posto (nel girone di Prima Fase a 8 squadre) e quelle classificate dal 5º al 9º posto (nei gironi di Prima Fase a 9 squadre) accedono invece alla Poule Retrocessione, giocando (all'interno del proprio girone) un'ulteriore serie di gare di andata e ritorno (portandosi, a differenza della Poule Promozione, in dote i punti conseguiti negli scontri diretti della Prima Fase).
Le squadre classificate al 7º e 8º posto (nel girone a 8 squadre) e quelle classificate all'8º e 9º posto (nei gironi a 9 squadre) disputano i Play Out (solo se fra le due squadre non vi sono più di 6 punti di differenza, in questo caso retrocede direttamente l'ultima classificata) che decretano le tre retrocessioni in Serie B (poiché, al termine della stagione 2014/15, scomparirà la categoria Serie A3).
A fronte di 2 promozioni in Serie A1 e 3 retrocessioni in Serie B, ci saranno 2 retrocessioni dalla Serie A1, 9 promozioni dalla Serie A3 e 4 promozioni dalla Serie B.
In questo modo, secondo i piani della FIP, si otterrebbe un organico di 36 squadre per la Serie A2 2015/16.

## Prima fase

### Girone A
|  |    | Classifica                     | Pt | G  | V  | P  | PtF  | PtS  | Dif  |
|  | -- | ------------------------------ | -- | -- | -- | -- | ---- | ---- | ---- |
|  | 1. | Fixi Piramis Torino            | 26 | 14 | 13 | 1  | 1039 | 831  | +208 |
|  | 2. | Paddy Power Sesto San Giovanni | 24 | 14 | 12 | 2  | 967  | 794  | +173 |
|  | 3. | OMC Cignoli Broni              | 16 | 14 | 8  | 6  | 853  | 816  | +37  |
|  | 4. | aLmore Genova                  | 16 | 14 | 8  | 6  | 890  | 820  | +70  |
|  | 5. | Il Ponte Casa d'Aste Milano    | 12 | 14 | 6  | 8  | 854  | 912  | -58  |
|  | 6. | Castel Carugate                | 8  | 14 | 4  | 10 | 797  | 886  | -89  |
|  | 7. | Basket San Salvatore Selargius | 8  | 14 | 4  | 10 | 896  | 971  | -75  |
|  | 8. | Mercede Basket Alghero         | 2  | 14 | 1  | 13 | 813  | 1079 | -266 |

#### Risultati
| Risultati                      | ALG   | BRO   | CAR   | GEN   | MIL   | SEL   | SSG   | TOR   |
| ------------------------------ | ----- | ----- | ----- | ----- | ----- | ----- | ----- | ----- |
| Mercede Basket Alghero         |       | 60-62 | 60-83 | 46-82 | 46-77 | 84-81 | 57-75 | 63-92 |
| OMC Cignoli Broni              | 75-57 |       | 59-39 | 61-59 | 61-55 | 77-61 | 38-53 | 57-62 |
| Castel Carugate                | 70-49 | 38-65 |       | 48-59 | 63-59 | 62-51 | 51-70 | 57-64 |
| aLmore Genova                  | 71-67 | 60-65 | 75-43 |       | 58-55 | 78-58 | 60-56 | 70-75 |
| Il Ponte Casa d'Aste Milano    | 75-62 | 58-51 | 71-68 | 55-54 |       | 80-79 | 67-72 | 60-84 |
| Basket San Salvatore Selargius | 74-61 | 73-69 | 62-57 | 65-68 | 61-48 |       | 57-67 | 58-68 |
| Paddy Power Sesto San Giovanni | 73-53 | 80-56 | 70-54 | 67-56 | 57-49 | 78-53 |       | 78-65 |
| Fixi Piramis Torino            | 89-48 | 61-57 | 72-64 | 59-40 | 96-45 | 74-63 | 78-71 |       |

### Girone B
|  |    | Classifica            | Pt | G  | V  | P  | PtF  | PtS  | Dif  |
|  | -- | --------------------- | -- | -- | -- | -- | ---- | ---- | ---- |
|  | 1. | PFF Group Ferrara     | 30 | 16 | 15 | 1  | 1110 | 811  | +299 |
|  | 2. | Tec-Mar Crema         | 26 | 16 | 13 | 3  | 1105 | 846  | +259 |
|  | 3. | Velco Vicenza         | 24 | 16 | 12 | 4  | 952  | 837  | +115 |
|  | 4. | Ecodent Alpo          | 16 | 16 | 8  | 8  | 975  | 943  | +32  |
|  | 5. | Fassi Albino          | 16 | 16 | 8  | 8  | 944  | 883  | +61  |
|  | 6. | Astro Cagliari        | 14 | 16 | 7  | 9  | 993  | 1024 | -31  |
|  | 7. | Virtus Cagliari       | 8  | 16 | 4  | 12 | 847  | 1057 | -210 |
|  | 8. | Basket Biassono       | 6  | 16 | 3  | 13 | 644  | 956  | -312 |
|  | 9. | Querciambiente Muggia | 4  | 16 | 2  | 14 | 885  | 1098 | -213 |

#### Risultati
| Risultati             | ALB   | ALP    | BIA   | AST   | VIR   | CRE   | FER   | MUG   | VIC   |
| --------------------- | ----- | ------ | ----- | ----- | ----- | ----- | ----- | ----- | ----- |
| Fassi Albino          |       | 57-46  | 64-46 | 57-51 | 66-72 | 54-61 | 53-54 | 75-47 | 45-56 |
| Ecodent Alpo          | 67-52 |        | 57-40 | 55-48 | 75-50 | 54-68 | 73-64 | 59-72 | 46-56 |
| Basket Biassono       | 32-56 | 42-48  |       | 41-65 | 37-55 | 23-63 | 35-66 | 42-38 | 47-50 |
| Astro Cagliari        | 65-54 | 75-65  | 57-35 |       | 58-70 | 62-79 | 56-81 | 69-57 | 71-79 |
| Virtus Cagliari       | 49-77 | 47-74  | 48-54 | 56-75 |       | 38-76 | 41-75 | 59-62 | 45-55 |
| Tec-Mar Crema         | 78-57 | 71-56  | 90-41 | 82-47 | 75-59 |       | 52-68 | 75-60 | 60-70 |
| PFF Group Ferrara     | 65-59 | 80-56  | 82-35 | 82-66 | 75-38 | 54-39 |       | 72-52 | 54-51 |
| Querciambiente Muggia | 56-66 | 68-100 | 46-56 | 65-75 | 58-68 | 54-73 | 51-70 |       | 45-74 |
| Velco Vicenza         | 38-52 | 53-44  | 71-38 | 66-53 | 65-52 | 49-63 | 54-68 | 65-54 |       |

### Girone C
|  |    | Classifica                         | Pt | G  | V  | P  | PtF  | PtS  | Dif  |
|  | -- | ---------------------------------- | -- | -- | -- | -- | ---- | ---- | ---- |
|  | 1. | Alfagomma Castel San Pietro        | 28 | 16 | 14 | 2  | 957  | 808  | +149 |
|  | 2. | Meccanica Nova Bologna             | 28 | 16 | 14 | 2  | 1029 | 879  | +150 |
|  | 3. | MCS Hydraulics Ariano Irpino       | 22 | 16 | 11 | 5  | 1048 | 935  | +113 |
|  | 4. | Valentino Auto Santa Marinella     | 20 | 16 | 10 | 6  | 953  | 849  | +104 |
|  | 5. | INFA Civitanova Marche             | 14 | 16 | 7  | 9  | 1015 | 998  | +17  |
|  | 6. | Trust Risk Castellammare di Stabia | 12 | 16 | 6  | 10 | 931  | 956  | -25  |
|  | 7. | Defensor Viterbo                   | 10 | 16 | 5  | 11 | 879  | 1078 | -199 |
|  | 8. | Belize SRB Roma                    | 8  | 16 | 4  | 12 | 866  | 910  | -44  |
|  | 9. | Carpedil Salerno                   | 2  | 16 | 1  | 15 | 812  | 1077 | -265 |

#### Risultati
| Risultati                      | ARI   | BOL   | CSP   | CIV   | ROM   | SAL   | SAN   | STA   | VIT   |
| ------------------------------ | ----- | ----- | ----- | ----- | ----- | ----- | ----- | ----- | ----- |
| MCS Hydraulics Ariano Irpino   |       | 52-62 | 62-73 | 81-71 | 53-60 | 59-46 | 69-63 | 72-61 | 60-39 |
| Meccanica Nova Bologna         | 64-52 |       | 51-58 | 63-58 | 75-51 | 78-59 | 59-58 | 73-72 | 72-56 |
| Alfagomma Castel S.Pietro      | 54-63 | 40-47 |       | 56-47 | 59-35 | 47-39 | 53-45 | 64-56 | 66-47 |
| INFA Civitanova Marche         | 59-65 | 54-64 | 75-78 |       | 62-49 | 86-50 | 59-67 | 71-63 | 70-54 |
| Belize SRB Roma                | 59-65 | 54-56 | 53-59 | 47-57 |       | 70-50 | 49-56 | 65-41 | 67-72 |
| Carpedil Salerno               | 47-82 | 48-66 | 56-78 | 64-68 | 35-53 |       | 52-67 | 57-61 | 59-70 |
| Valentino Auto Santa Marinella | 58-56 | 51-64 | 49-61 | 70-55 | 49-43 | 71-37 |       | 53-45 | 66-36 |
| Trust Risk C. di Stabia        | 62-64 | 47-67 | 44-58 | 70-60 | 56-48 | 55-57 | 59-47 |       | 61-52 |
| Defensor Viterbo               | 58-93 | 69-68 | 39-53 | 57-63 | 65-63 | 66-56 | 52-83 | 48-78 |       |

## Seconda fase

### Poule Promozione

#### Girone D
|  |    | Classifica                     | Pt | G  | V | P | PtF | PtS | Dif |
|  | -- | ------------------------------ | -- | -- | - | - | --- | --- | --- |
|  | 1. | Alfagomma Castel San Pietro    | 18 | 10 | 9 | 1 | 598 | 527 | +71 |
|  | 2. | Fixi Piramis Torino            | 16 | 10 | 8 | 2 | 572 | 500 | +72 |
|  | 3. | Velco Vicenza                  | 8  | 10 | 4 | 6 | 536 | 531 | +5  |
|  | 4. | Valentino Auto Santa Marinella | 8  | 10 | 4 | 6 | 527 | 550 | -23 |
|  | 5. | Tec-Mar Crema                  | 8  | 10 | 4 | 6 | 576 | 608 | -32 |
|  | 6. | aLmore Genova                  | 2  | 10 | 1 | 9 | 487 | 580 | -93 |

##### Risultati
| Risultati                      | TOR   | CSP   | CRE   | VIC   | GEN   | SAN   |
| ------------------------------ | ----- | ----- | ----- | ----- | ----- | ----- |
| Fixi Piramis Torino            |       | 64-63 | 70-50 | 55-48 | 58-47 | 50-39 |
| Alfagomma Castel S.Pietro      | 43-40 |       | 59-45 | 65-59 | 56-48 | 62-60 |
| Tec-Mar Crema                  | 43-56 | 77-80 |       | 59-56 | 65-55 | 73-70 |
| Velco Vicenza                  | 68-60 | 53-60 | 56-45 |       | 57-63 | 52-38 |
| aLmore Genova                  | 49-56 | 34-61 | 48-67 | 39-42 |       | 55-60 |
| Valentino Auto Santa Marinella | 50-63 | 47-49 | 58-52 | 47-45 | 58-49 |       |

#### Girone E
|  |    | Classifica                     | Pt | G  | V | P | PtF | PtS | Dif  |
|  | -- | ------------------------------ | -- | -- | - | - | --- | --- | ---- |
|  | 1. | MCS Hydraulics Ariano Irpino   | 16 | 10 | 8 | 2 | 595 | 557 | +38  |
|  | 2. | Paddy Power Sesto San Giovanni | 16 | 10 | 8 | 2 | 657 | 547 | +110 |
|  | 3. | PFF Group Ferrara              | 12 | 10 | 6 | 4 | 613 | 563 | +50  |
|  | 4. | Meccanica Nova Bologna         | 8  | 10 | 4 | 6 | 580 | 586 | -6   |
|  | 5. | OMC Cignoli Broni              | 6  | 10 | 3 | 7 | 588 | 632 | -44  |
|  | 6. | Ecodent Alpo                   | 2  | 10 | 1 | 9 | 541 | 689 | -148 |

##### Risultati
| Risultati                      | FER   | SSG   | BOL   | BRO   | ARI   | ALP   |
| ------------------------------ | ----- | ----- | ----- | ----- | ----- | ----- |
| PFF Group Ferrara              |       | 48-62 | 59-53 | 63-62 | 61-63 | 84-35 |
| Paddy Power Sesto San Giovanni | 62-49 |       | 75-59 | 79-60 | 50-59 | 65-44 |
| Meccanica Nova Bologna         | 45-55 | 57-64 |       | 68-74 | 55-60 | 70-50 |
| OMC Cignoli Broni              | 52-67 | 53-67 | 51-55 |       | 50-66 | 70-56 |
| MCS Hydraulics Ariano Irpino   | 63-56 | 58-56 | 42-56 | 59-51 |       | 73-81 |
| Ecodent Alpo                   | 66-71 | 60-77 | 56-62 | 52-65 | 41-52 |       |

### Poule Retrocessione

#### Girone F
|  |    | Classifica                  | Pt | G  | V  | P  | PtF | PtS | Dif  |
|  | -- | --------------------------- | -- | -- | -- | -- | --- | --- | ---- |
|  | 1. | INFA Civitanova Marche      | 20 | 12 | 10 | 2  | 814 | 667 | +147 |
|  | 2. | Carpedil Salerno            | 16 | 12 | 8  | 4  | 744 | 706 | +38  |
|  | 3. | Belize SRB Roma             | 14 | 12 | 7  | 5  | 737 | 684 | +53  |
|  | 4. | Astro Cagliari              | 14 | 12 | 7  | 5  | 721 | 696 | +25  |
|  | 5. | Il Ponte Casa d'Aste Milano | 12 | 12 | 6  | 6  | 753 | 712 | +41  |
|  | 6. | Virtus Cagliari             | 8  | 12 | 4  | 8  | 716 | 770 | -54  |
|  | 7. | Mercede Basket Alghero      | 0  | 12 | 0  | 12 | 607 | 857 | -250 |

##### Risultati
| Risultati                   | MIL   | CIV   | AST   | VIR   | ALG   | ROM   | SAL   |
| --------------------------- | ----- | ----- | ----- | ----- | ----- | ----- | ----- |
| Il Ponte Casa d'Aste Milano |       | 58-66 | 77-75 | 65-56 | 90-64 | 62-56 | 50-56 |
| INFA Civitanova Marche      | 73-64 |       | 75-66 | 74-63 | 20-0  | 60-65 | 84-53 |
| Astro Cagliari              | 55-49 | 49-66 |       | 61-48 | 71-56 | 52-56 | 56-55 |
| Virtus Cagliari             | 56-72 | 59-71 | 51-59 |       | 79-73 | 63-44 | 49-78 |
| Mercede Basket Alghero      | 41-67 | 58-97 | 43-56 | 52-90 |       | 71-81 | 54-58 |
| Belize SRB Roma             | 59-49 | 66-68 | 58-61 | 63-41 | 62-40 |       | 70-50 |
| Carpedil Salerno            | 55-50 | 66-60 | 62-60 | 58-61 | 86-55 | 67-57 |       |

#### Girone G
|  |    | Classifica                         | Pt | G  | V  | P  | PtF | PtS | Dif  |
|  | -- | ---------------------------------- | -- | -- | -- | -- | --- | --- | ---- |
|  | 1. | Trust Risk Castellammare di Stabia | 20 | 12 | 10 | 2  | 763 | 623 | +140 |
|  | 2. | Fassi Albino                       | 16 | 12 | 8  | 4  | 729 | 663 | +66  |
|  | 3. | Basket San Salvatore Selargius     | 14 | 12 | 7  | 5  | 762 | 718 | +44  |
|  | 4. | Castel Carugate                    | 12 | 12 | 6  | 6  | 693 | 635 | +58  |
|  | 5. | Defensor Viterbo                   | 10 | 12 | 5  | 7  | 665 | 678 | -13  |
|  | 6. | Basket Biassono                    | 8  | 12 | 4  | 8  | 680 | 787 | -107 |
|  | 7. | Querciambiente Muggia              | 4  | 12 | 2  | 10 | 557 | 745 | -188 |

##### Risultati
| Risultati                          | ALB   | CAR   | STA   | SEL   | VIT   | BIA   | MUG   |
| ---------------------------------- | ----- | ----- | ----- | ----- | ----- | ----- | ----- |
| Fassi Albino                       |       | 51-63 | 63-62 | 59-53 | 49-50 | 79-72 | 68-55 |
| Castel Carugate                    | 44-63 |       | 43-57 | 56-67 | 65-38 | 74-31 | 60-46 |
| Trust Risk Castellammare di Stabia | 41-50 | 50-48 |       | 58-50 | 75-69 | 64-34 | 80-42 |
| Basket San Salvatore Selargius     | 70-62 | 69-66 | 69-75 |       | 54-43 | 89-74 | 59-63 |
| Defensor Viterbo                   | 50-48 | 53-61 | 60-70 | 61-47 |       | 75-43 | 68-48 |
| Basket Biassono                    | 61-73 | 66-57 | 55-61 | 63-71 | 67-56 |       | 12/5  |
| Querciambiente Muggia              | 42-64 | 44-56 | 40-70 | 38-64 | 51-42 | 46-69 |       |

## Terza fase

### Play Off Promozione
Date: 30 aprile, 3 maggio, 9 maggio 2015.
| Squadra 1                    | Totale | Squadra 2                      | Gara 1  | Gara 2  | Gara 3 |
| ---------------------------- | ------ | ------------------------------ | ------- | ------- | ------ |
| Alfagomma Castel San Pietro  | 1 - 2  | Paddy Power Sesto San Giovanni | 50 - 65 | 53 - 51 | 50-58  |
| MCS Hydraulics Ariano Irpino | 0 - 2  | Fixi Piramis Torino            | 66 - 72 | 55 - 68 |        |

### Play Out Retrocessione
Date: 16 e 23 maggio 2015.
| Squadra 1       | Totale | Squadra 2       | Andata | Ritorno |
| --------------- | ------ | --------------- | ------ | ------- |
| Basket Biassono | 98-138 | Virtus Cagliari | 50-70  | 48-68   |

## Verdetti
- Promosse in Serie A1: Pallacanestro Torino e Geas Basket Sesto San Giovanni.
- Retrocesse in Serie B: Mercede Basket Alghero, Pallacanestro Interclub Muggia e, dopo i playout, Basket Biassono.
- Vincitrice Coppa Italia di Serie A2: Geas Basket Sesto San Giovanni